# Zombillénium (película)
Zombillenium (en francés: Zombillénium) es el nombre de una película de animación franco-belga dirigida por Arthur de Pins y Alexis Ducord, basada en el cómic del mismo nombre. La película fue proyectada en el Cannes Film Festival en 2017.
La banda francesa de electro Funk y rock Skip the use realizó un vídeo musical basado en la película donde se ve el recorrido y los inconvenientes que afrontan para llegar a dicho parque de diversiones. El video musical fue dirigido por el mismo director de la película, Arthur de Pins.

## Sinopsis
Nadie lo sabe pero Zombillénium es un parque de atracciones habitado por auténticos monstruos. Para evitar que Héctor, un humano, revele la auténtica identidad de sus empleados, el vampiro que dirige el parque se ve obligado a contratarlo. Para volver a ver a su hija, Héctor hará todo lo posible por escapar de sus colegas zombis, hombres lobo y vampiros.

## Reparto
- Emmanuel Curtil como Hector.
- Alain Choquet como Francis.
- Kelly Marot como Gretchen.
- Alexis Tomassian como Steven.

## Lanzamiento
En el Festival de Cine de Cannes 2017, la película se transmite, lo que resulta en el lanzamiento del tráiler. Una versión publicada por un canal de Youtube contiene 2 extractos de la película.